# 狮子乡 (宕昌县)
狮子乡，是中华人民共和国甘肃省陇南市宕昌县下辖的一个乡镇级行政单位。

## 行政区划
狮子乡下辖以下地区：
大许沟村、狮子村、四条村、葱坝村、张家村、为石村和阴山村。